# Farley Mowat (Schiff, 1957)
Die Farley Mowat war ein Hochsee-Patrouillenschiff mit Eisklasse. Ursprünglich für die norwegische Fischereiaufsicht gebaut, wurde das Schiff von der Sea Shepherd Conservation Society eingesetzt. Das Schiff trug seit 2002 den Namen des kanadischen Schriftstellers Farley Mowat.

## Geschichte
Im Jahr 2008 kam es zu einem Zwischenfall der Farley Mowat mit der Des Groseilliers der kanadischen Küstenwache. Sea Sheperd protestierte gegen die Robbenjagd im Golf von Sankt Lorenz. Die Küstenwache gab an, die Des Groseilliers habe die Farley Mowat zweimal gestreift, während Sea Shepherd darauf bestand, gerammt worden zu sein. Der Zwischenfall ereignete sich außerhalb der kanadischen 12-Meilen-Zone; Kanada argumentierte jedoch, es habe das Recht, seine Fischereirechte auch außerhalb seiner Hoheitsgewässer zu schützen. Am 12. April 2008 stürmte eine Squad der Royal Canadian Mounted Police die Farley Mowat und nahm den Kapitän unter dem Vorwurf fest, gegen kanadisches Recht verstoßen zu haben, weil er zu nah an die jährliche Robbenjagd im Sankt-Lorenz-Strom herangefahren sei.
Das Schiff wurde von der Küstenwache beschlagnahmt und später verkauft. 2015 sank das Schiff in einem kanadischen Hafen und 2016 wurde der Rumpf im Auftrag der kanadischen Küstenwache verschrottet.
Ein weiteres Schiff, gebaut 1992, trägt seit 2015 den Namen Mowats. Es wird ebenfalls für den maritimen Umweltschutz eingesetzt, operiert jedoch im mittleren und südlichen Pazifik und ist bis heute (2018) im Dienst.